# Sharon (condado de Walworth, Wisconsin)
Sharon es un pueblo ubicado en el condado de Walworth en el estado estadounidense de Wisconsin. En el Censo de 2010 tenía una población de 907 habitantes y una densidad poblacional de 10,06 personas por km².

## Geografía
Sharon se encuentra ubicado en las coordenadas 42°32′14″N 88°43′3″O / 42.53722, -88.71750. Según la Oficina del Censo de los Estados Unidos, Sharon tiene una superficie total de 90.19 km², de la cual 90.18 km² corresponden a tierra firme y (0.02%) 0.02 km² es agua.

## Demografía
Según el censo de 2010, había 907 personas residiendo en Sharon. La densidad de población era de 10,06 hab./km². De los 907 habitantes, Sharon estaba compuesto por el 96.58% blancos, el 0.22% eran afroamericanos, el 0% eran amerindios, el 0.44% eran asiáticos, el 0% eran isleños del Pacífico, el 0.66% eran de otras razas y el 2.09% pertenecían a dos o más razas. Del total de la población el 2.87% eran hispanos o latinos de cualquier raza.